# سعیدآباد سفلی (ایجرود)
سعیدآباد سفلی (ایجرود) روستایی از توابع بخش مرکزی شهرستان ایجرود در استان زنجان در ایران است.

## جمعیت
این روستا در دهستان سعیدآباد قرار دارد و براساس سرشماری مرکز آمار ایران در سال ۱۳۸۵، جمعیت آن ۱۰۸۰ نفر (۴۹۰خانوار) بوده است.